# SS-Mann
SS-Mann (Ansprache: SS-Mann), auch Staffelmann, war im Deutschen Reich die Sammelbezeichnung für alle vollberechtigten Mitglieder der Schutzstaffel bis einschließlich des Reichsführer SS, sowie für all jene, die noch endgültig in die SS zu übernehmen waren. So war beispielsweise Paul Hausser SS-Oberst-Gruppenführer und Generaloberst der Waffen-SS und gleichzeitig SS-Mann. Darüber hinaus stellte die Bezeichnung SS-Mann den niedrigsten Dienstgrad der Dienstgradgruppe der Mannschaften dar.
1941 wurde in der Waffen-SS die Parteibezeichnung SS-Mann zugunsten der Heeresbezeichnung Schütze aufgegeben.

## Etymologie
Die Bezeichnung Mann war in Anlehnung an den Sturm-Mann, Elitesoldat der Sturmtrupps, Stoßtrupps, Sturmpionier-Kompanien und Sturmbataillone aus den Gefechten des Ersten Weltkriegs gewählt worden. Der elitäre Sturm-Mann war im Selbstverständnis der Freikorps bis hin zur NSDAP und den nachgeordneten Organisationsbereichen bewahrt worden. So ist kaum verwunderlich, dass Mann als paramilitärische Rangbezeichnung in substantieller Verbindung mit SA und SS, wie beispielsweise SA-Mann oder SS-Mann, Eingang fanden und dem niedrigsten Mannschaftsdienstgrad der Wehrmacht vergleichbar war.
Mit dem Anwuchs der SS-Verfügungstruppe ab 1938, dem Übergang zur Waffen-SS und der verstärkten Anlehnung an Strukturen und Bezeichnungen der Wehrmacht wurde hier die Rangbezeichnung SS-Mann einheitlichen in SS-Schütze bzw. SS-Grenadier, SS-Pionier etc. in Abhängigkeit von der betreffenden Truppengattung der Waffen-SS verbindlich.

## Einteilung
Die SS-Männer wurden altersmäßig, gegebenenfalls auch nach der körperlichen Leistungsfähigkeit, intern in Gruppen eingeteilt:
1. SS-I: Alle SS-Männer zwischen 18 und 25 Jahren.
2. SS-II: Alle SS-Männer zwischen 25 und 35 Jahren.
3. SS-Reserve: Alle SS-Männer zwischen 35 und 45 Jahren.
4. SS-Stammabteilung: Alle SS-Männer über 45 Jahre.

Doch nicht alle 45-jährigen (und darüber hinaus) wurden in der SS in die Stammabteilung versetzt. Alte, verdiente Angehörige, die aus beruflichen und/oder gesundheitlichen Gründen nicht in der Lage waren, ihren „Dienst“ in der „Aktiven SS“ (also in der SS-I und SS-II) zu versehen, wurden nicht entlassen, sondern in eine Stammabteilung versetzt; auch dann, wenn sie das vorgesehene Alter noch nicht erreicht hatten. Ausgenommen von dieser Regelung, d. h., von der Aufteilung in Altersstufen, waren die Angehörigen der Stäbe.

## Rangfolge und Insignien
Die Ernennung zum SS-Mann war an eine Reihe von Bedingungen gebunden, die unter SS-Bewerber und SS-Anwärter näher beschrieben sind. Ein SS-Mann konnte erst nach einer Dienstzeit von zwei Jahren zum SS-Sturmmann befördert werden.
Bei den Abbildungen werden die Rangabzeichen oder Dienstgradabzeichen gezeigt, die als Schulterklappen und Kragenspiegel getragen wurden. Die Kragenspiegel wurden an der schwarzen Uniformjacke der Allgemeinen SS getragen. Die Schulterklappen waren ebenfalls in schwarzer Grundfarbe gehalten im Gegensatz zum Feldgrau bei der Waffen-SS.

### AllgemeineSS
Der SS-Mann der Allgemeinen SS versah seinen Dienst dort ehrenamtlich und freiwillig, wobei das Prinzip der Freiwilligkeit generell für alle Organisationsbereiche der SS galt. Die Schulterschnüre der Allgemeinen SS werden in der Grafik nicht dargestellt.

### Waffen-SS

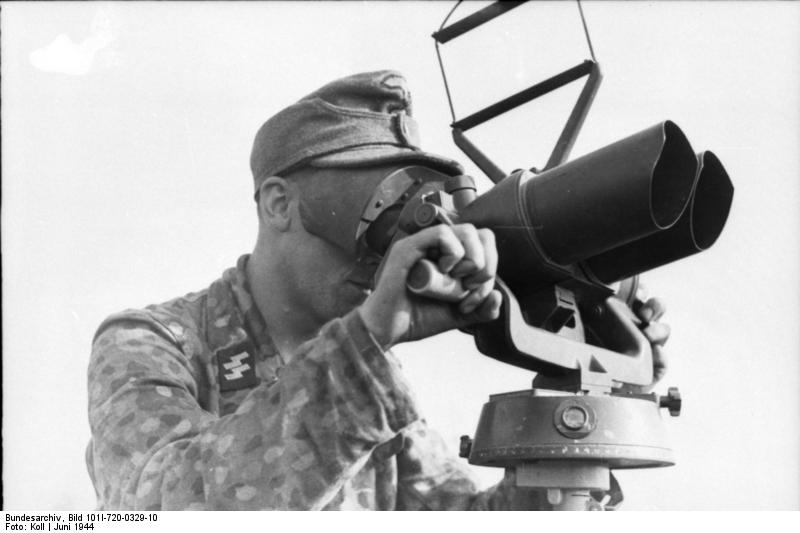
SS-Schütze der Waffen-SS in Tarnanzug.

Rangabzeichen der Waffen-SS

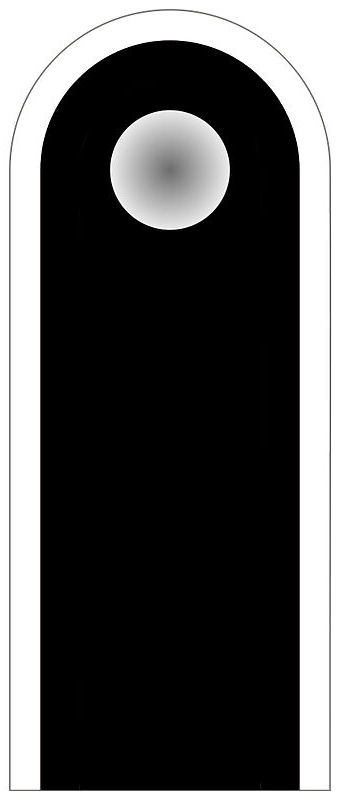
Schulterklappe Schwarz (für alle Mannschaften gleich)
Kragenspiegel (1940–1945) * SS-Schütze * SS-Oberschütze
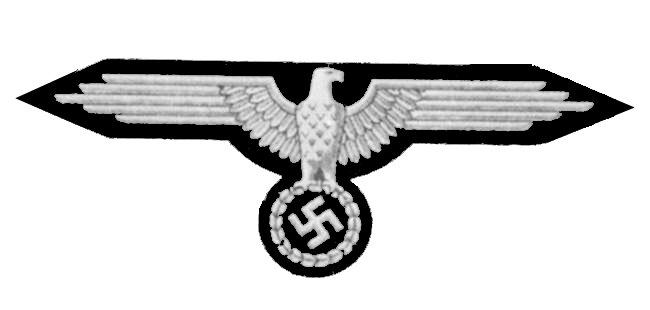
Hoheitsabzeichen (linker Oberarm)

| | 1. Rang                                                    | 2. Rang                                                       | 3. Rang                                  |
| --- | ---------------------------------------------------------- | ------------------------------------------------------------- | ---------------------------------------- |
| Kandidatenstatus, Allgemeine SS - SS-Bewerber (Staffel-Bewerber) - SS-Jungmann (Staffel-Jungmann) - SS-Anwärter (Staffel-Anwärter) - SS-Vollanwärter (Staffel-Vollanwärter) | Allgemeine SS SS-Mann                                      | Allgemeine SS SS-Mann                                         | SS-Sturmmann                             |
| Freiwilligenbewerber, Waffen-SS - SS-Bewerber (Staffel-Bewerber) - SS-Jungmann (Staffel-Jungmann) - SS-Anwärter (Staffel-Anwärter)                                          | Waffen-SS SS-Schütze                                       | SS-Oberschütze                                                | SS-Sturmmann                             |
| Kandidatenstatus SA-Anwärter | SA SA-Sturmmann (SA-Mann vor 1942)                         | SA SA-Sturmmann (SA-Mann vor 1942)                            | SA-Obersturmmann (SA-Sturmmann vor 1942) |
| Wehrpflichtiger Wehrmacht | Wehrmacht Soldat (z. B. Jäger, Schütze, Funker ... e.t.c.) | Ober(Soldat) ..... (z. B. Oberschütze, Oberfunker ... e.t.c.) | Gefreiter                                |